# Liste der Biografien/Kelb
Liste der Biografien |
Portal Biografien |
Personensuche
# |
A |
B |
C |
D |
E |
F |
G |
H |
I |
J |
K |
L |
M |
N |
O |
P |
Q |
R |
S |
T |
U |
V |
W |
X |
Y |
Z |
?
 
Ka |
Kb |
Kc |
Kd |
Ke |
Kf |
Kg |
Kh |
Ki |
Kj |
Kl |
Km |
Kn |
Ko |
Kp |
Kr |
Ks |
Kt |
Ku |
Kv |
Kw |
Ky |
Kx |
Kz
 
Kea |
Keb |
Kec |
Ked |
Kee |
Kef |
Keg |
Keh |
Kei |
Kej |
Kek |
Kel |
Kem |
Ken |
Keo |
Kep |
Ker |
Kes |
Ket |
Keu |
Kev |
Kew |
Kex |
Key |
Kez
 
Kela |
Kelb |
Kelc |
Keld |
Kele |
Kelh |
Keli |
Kelk |
Kell |
Kelm |
Keln |
Kelo |
Kelp |
Kels |
Kelt |
Kelz
Die Liste der Biografien führt alle Personen auf, die in der deutschsprachigen Wikipedia einen Artikel haben. Dieses ist eine Teilliste mit 23 Einträgen von Personen, deren Namen mit den Buchstaben „Kelb“ beginnt.

## Kelb
- Kelb, Berni (1934–2011), deutscher Autor

### Kelba
- Kelbassa, Alfred (1925–1988), deutscher Fußballspieler

### Kelbc
- Kelbch-Bernick, Irmgard (1920–2011), deutsche Schauspielerin

### Kelbe
- Kelbel, George (* 1992), deutsch-ghanaischer Fußballspieler
- Kelber, Catherine (1938–2019), französische Filmeditorin
- Kelber, Edith (1904–1992), deutsche Medizinerin und Politikerin (BCSV, CDU)
- Kelber, Fridtjof (1938–2021), deutscher Politiker (CDU), MdHB
- Kelber, Fritz (* 1877), deutscher Konservator
- Kelber, Gustav (1881–1961), deutscher Schriftsteller und Jurist
- Kelber, Julius (1900–1987), deutscher lutherischer Pfarrer
- Kelber, Karl-Ludwig (1932–2018), deutscher Journalist und Verbandsfunktionär (ADFC)
- Kelber, Klaus-Peter (* 1944), deutscher Fossiliensammler, Paläontologe und Paläobotaniker
- Kelber, Ludwig (1824–1906), deutscher Pfarrer und Schriftsteller
- Kelber, Magda (1908–1987), deutsche Quäkerin, Philanthropin, Sozialarbeiterin und Sozialpädagogin
- Kelber, Michel (1908–1996), ukrainisch-französischer Kameramann
- Kelber, Rudolf (* 1948), deutscher Organist, Cembalist, Dirigent und Kirchenmusiker
- Kelber, Ulrich (* 1968), deutscher Politiker (SPD), MdBUlrich Kelber (* 1968)

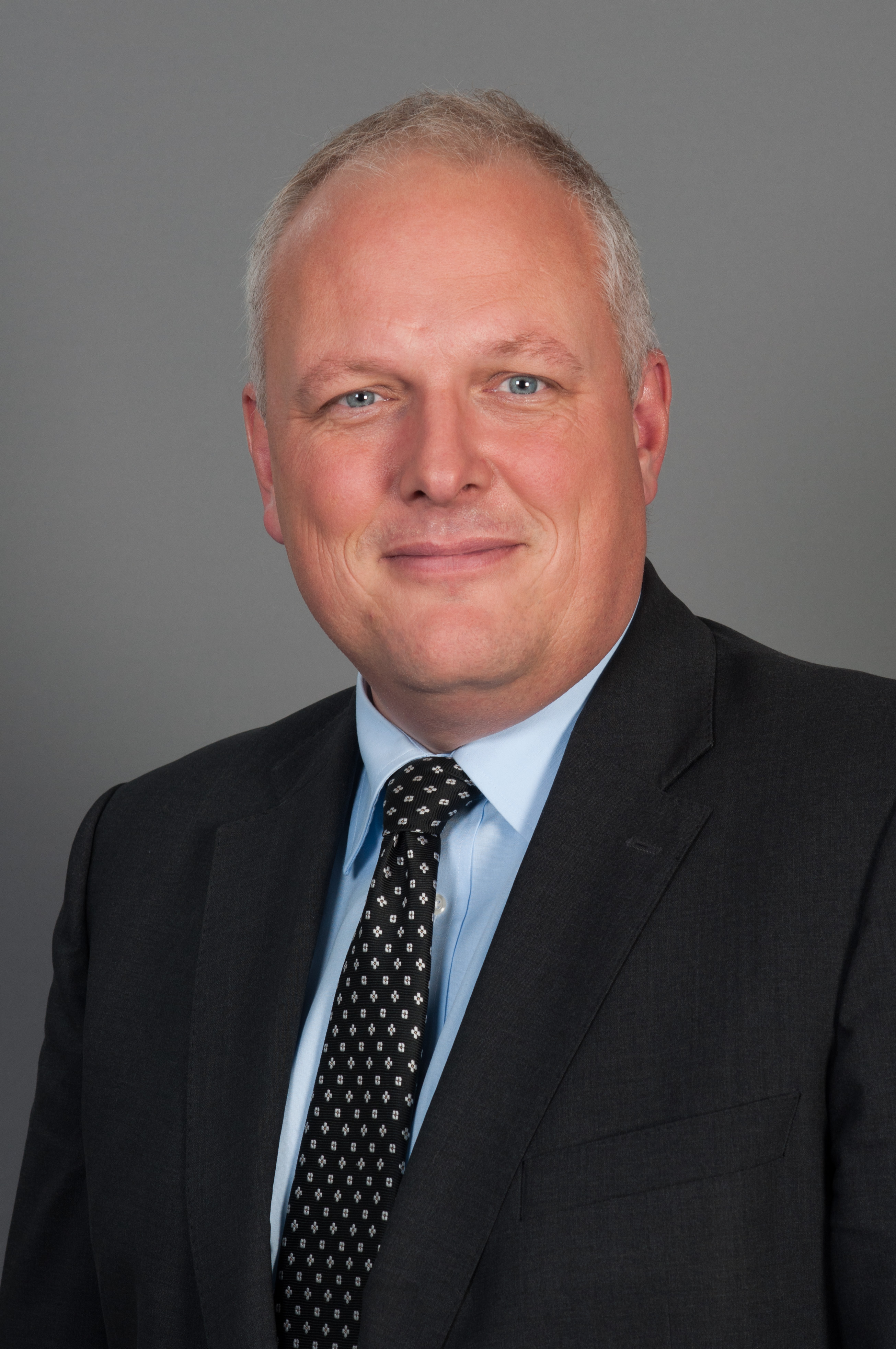
Ulrich Kelber (* 1968)

- Kelberer, Alexei Wiktorowitsch (1898–1963), sowjetischer Schauspieler und Synchronsprecher
- Kelberine, Alexander (1903–1940), russisch-US-amerikanischer Pianist
- Kelbetz, Ludwig (1905–1943), österreichischer Musikerzieher, Philologe, Sportlehrer und Autor

### Kelbg
- Kelbg, Günter (1922–1988), deutscher theoretischer Physiker

### Kelbl
- Kelbling, Rolf (1907–1945), deutscher SS-Führer im Reichssicherheitshauptamt

### Kelby
- Kelby, Scott (* 1960), US-amerikanischer Sachbuchautor